# 賽倫奇

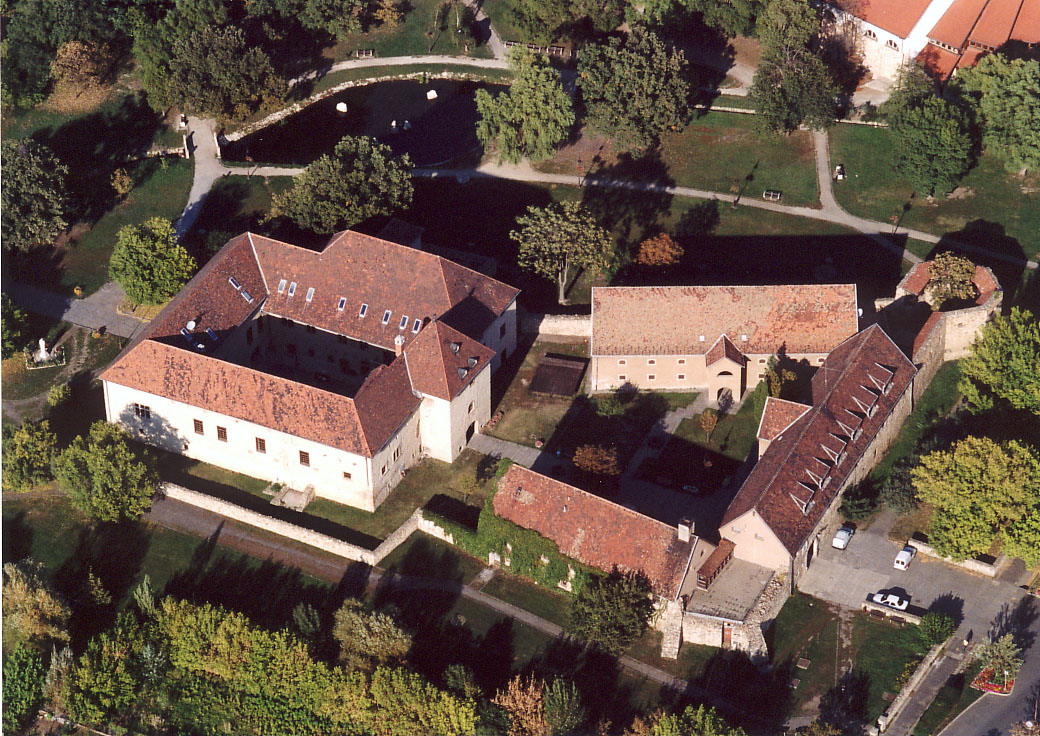

賽倫奇（匈牙利語：Szerencs）是匈牙利的城鎮，位於該國東北部，距離首府米什科爾茨35公里，由包爾紹德-奧包烏伊-曾普倫州負責管轄，面積36.68平方公里，2011年人口9,173，其中約六成居民信奉天主教。

## 外部連結
- Official site

48°10′N 21°12′E / 48.167°N 21.200°E